# 火焰之纹章无双 风花雪月
《火焰之纹章无双 风花雪月》（官方译为）是一款由Omega Force和Team Ninja共同开发，并由光榮特庫摩遊戲发行的砍杀游戏。本作是繼《火焰之紋章無雙》後，第二款關於火焰之紋章系列的採用「無雙」玩法的遊戲。該游戏于2022年2月10日的任天堂直面会中首次公布，于2022年6月24日在任天堂Switch平台发售。

## 遊戲特色

### 玩法
本作跟前作一樣是「無雙」玩法的砍殺遊戲，並會依照所選擇的學級，進入不同的故事路線，並以該相關陣營的角色作為首要的可操作角色之列，亦新增了只在原作中提及的角色。一眾角色都與原作產生了不同的變化，發展出異於原作的結局。在遊戲系統上，本作融入原作《火焰之紋章 風花雪月》的風格特色例如兵種、戰技、支援系統等等，並加入行軍地圖，據點系統，戰場指揮等等要素，玩法亦需要考慮當下戰略局面。在2022年5月中開始先後公佈，「王國陣營」、「帝國陣營」、「同盟陣營」三方的角色與原作的變化。

### 和原作相比的变动
本作針對《風花雪月》本傳進行了大量的「補完」，描写了貝老師沒有加入帝國、王國、同盟任何一方的世界線中所發生的故事。原作中的諸多犧牲、屠殺親友的大多數場景幾乎都被刪除，尤其補充了在原作中出現名字但沒有登場的人物，例如舊有的人物立繪也全部變成「介於五年前和五年後之間」的樣子，角色們的髮色和服裝都有一定程度的微調；帝國陣營的莫妮卡、軍務卿、財務卿、教務卿，王國陣營的帝米托利的叔叔，同盟陣營的希爾妲的哥哥的劇情和全新人物立繪。在遊戲數值上非常貼近原本的戰棋類遊戲，僅僅在HP一項上變為無雙系列的多血模式，幾乎原作的所有武器、道具、神聖遺產都在本作中有，並且加入全新詮釋。

## 剧情
故事依然发生在与《火焰之纹章 风花雪月》相同背景，三雄割据的芙朵拉大陆上。本作继承了《风花雪月》的世界观和角色，並以新角色謝茲為主角，原作主角(貝雷特/貝雷絲)則成為本作的主要對手，如同原作一樣，主角及原作主角均可選擇男性或女性。在本作中，原作主角並沒有成為加爾古‧瑪庫士官學校的教師，並根據謝茲選擇的學級，進入帝國陣營艾黛爾賈特的「赤焰之章」、王國陣營帝彌托利的「青燐之章」，或同盟陣營庫羅德的「黃燎之章」，而故事的走向是全新的展开，以新的視點角度看待本次的世界觀變化。
紫髮主人公為容器，容納地底人科學之祖的複製品的靈魂。她/他原本和大陸政治毫無關係，在遇到傑拉特傭兵團的主力「灰色惡魔」的襲擊後，覺醒了地底人的科學之力，對神龍之祖容器的貝老師開始有了打敗的執念，但卻在無意間拯救了愛黛爾加特、帝米托利、庫羅德，稱為大修道院的一名學生。期間，選擇死神騎士伊艾力扎作為本班教師，順利救下莫妮卡，同時還壓制了帝國、王國和同盟的篡位行動。由於本作貝老師並未加入大陸政治的核心團體，所以各種結局都偏向美好，並且能輕鬆招募大修道院的同學。

### 赤焰之章
赤焰之章以時間點分為三個部份，如同原作一樣以根除龍族背後的賽羅司教會在芙朵拉大陸的影響貫穿整條主線。

謝茲加入艾黛爾賈特所在的黑鷲學級，以協助剷除盤據帝國政治中心的黑暗蠢動者結束士官學校生活的序章。

艾黛爾賈特登基成為阿德剌斯忒亞帝國皇帝兩年後，對中央教會宣戰，並進攻加爾古‧瑪庫大修道院。王國的繼位者帝彌托利給予戰敗的大司教蕾雅及其追隨者政治庇護。帝國軍兵分兩路進攻法嘉斯神聖王國及雷斯塔諸侯同盟國中支持中央教會的諸候。王國戰線因親帝國派同盟諸侯的背叛而凍結。在解決了同盟領的危機後，三方休戰，並以教會在安巴爾皇宮發動對皇帝的刺殺事件結束第一部。

第二部以一年後帝國皇帝艾黛爾賈特及雷斯塔諸侯同盟盟主庫羅德協商下簽署了盟約為始，再次對王國動兵。在戰局遂漸明朗下，卻發生反皇帝派叛亂事件。解決帝國內亂後，帝國軍迎戰反擊的王國軍，視乎貝雷絲/貝雷特加入帝國軍與否，會發生同盟國背棄條約事件及灰色惡魔之死，或札拉斯大禁咒事件。故事最終以帝國、中央教會及黑暗蠢動者三方於加爾古‧瑪庫大修道院為舞台混戰，結束於化身純白無瑕者的蕾雅跟塔烈斯同歸於盡。

## 登場人物
謝茲
聲優 - 富田美憂（女）、畠中祐（男）
本作的主角，原本待在的傭兵團在一次任務中被傑拉爾特傭兵團殲滅，因而立下擊敗原作主角「灰色惡魔」的目標。偶然之下拯救了被山賊襲擊的加爾古‧瑪庫士官學校的學生們，因此成為士官學校的學生。在戰爭開戰後，加入所屬陣營的軍隊中效力。
拉魯瓦
聲優 - 田村睦心
和原作的蘇諦斯一樣，只存在謝茲的意識之中，誘導謝茲以擊敗灰色惡魔為目標。稱呼謝茲為「運命共同體」，屢次在危機中提供協助。
根據玩家選擇的主角性別，它的口吻會變為的稍微女性化或男性化。
埃皮米尼得斯
聲優 - 田村睦心
拉魯瓦的本體，是千年前英雄大戰中阿加爾塔人的軍隊指揮官之一。如貝雷特/貝雷絲加入謝玆的陣營，會奪取謝茲的身體企圖謀殺貝雷特/貝雷絲。並把三國領袖放逐到札拉斯大禁咒中，最後被謝茲擊敗。

## 外部連結
- 官方网站：日本、美國、繁体中文（香港）